# Luca Kozák
Luca Kozák (née le 1er juin 1996) est une athlète hongroise spécialiste du 100 mètres haies. 

## Biographie
Elle remporte en 12 s 69 la médaille d'argent du 100 m haies lors des championnats d'Europe 2022, à Munich, devancée par la Polonaise Pia Skrzyszowska, en égalant son record de Hongrie établi en demi-finale.

## Palmarès
| Date | Compétition                    | Lieu       | Résultat | Épreuve     | Performance |
| ---- | ------------------------------ | ---------- | -------- | ----------- | ----------- |
| 2015 | Championnats d'Europe juniors  | Eskilstuna | 2e       | 100 m haies | 13 s 20     |
| 2017 | Championnats d'Europe espoirs  | Bydgoszcz  | 3e       | 100 m haies | 13 s 06     |
| 2021 | Championnats d'Europe en salle | Toruń      | 8e       | 60 m haies  | 8 s 01      |
| 2022 | Championnats d'Europe          | Munich     | 2e       | 100 m haies | 12 s 69     |
| 2024 | Championnats du monde en salle | Glasgow    | 8e       | 60 m haies  | 8 s 01      |

### National
- 6 titres au 100 m haies : 2018-2023.
- 2 titres au 100 m : 2020, 2021.
- 2 titres au 60 m haies : 2020, 2022.

## Records
| Épreuve     | Performance  | Lieu        | Date            |
| ----------- | ------------ | ----------- | --------------- |
| 100 m haies | 12 s 69 (NR) | Munich      | 21 août 2022    |
| 60 m haies  | 7 s 92 (NR)  | Nyíregyháza | 27 février 2022 |